# Kingdom Hearts 358/2 Days
Kingdom Hearts 358/2 Days (キングダム ハーツ 358/2 Days?, Kingudamu Hātsu 358/2 Days) è un action RPG per Nintendo DS sviluppato da Square Enix con l'aiuto di h.a.n.d., facente parte della serie Kingdom Hearts. Il gioco è un prequel di Kingdom Hearts II e narra di eventi contemporanei a Kingdom Hearts e Kingdom Hearts: Chain of Memories, e successivamente a quest'ultimo, connettendosi direttamente con l'inizio di Kingdom Hearts II ma concentrandosi sulla vita di Roxas. Il gioco è stato annunciato al Tokyo Game Show 2007 in Giappone; le versioni americana ed europea sono state annunciate successivamente all'uscita del gioco in Giappone. Il gioco è stato pubblicato in Giappone il 30 maggio 2009, nel Nord America il 29 settembre 2009, in Europa il 9 ottobre 2009 e in Australasia il 22 ottobre 2009.
Nei titoli di coda è presente un tributo a Wayne Allwine, storico doppiatore in inglese di Topolino, morto dodici giorni prima dell'uscita del gioco in Giappone.
Il titolo del gioco si pronuncia "Three-Five-Eight Days over Two" e fa riferimento a più elementi: il più importante è "over Two", che indica come i 358 giorni che compongono l'arco narrativo del capitolo siano stati narrati attraverso due personaggi.

## Trama
Quando Sora si trasforma in un Heartless per liberare il cuore della sua amica Kairi in Kingdom Hearts, il suo Nessuno, Roxas, viene creato; tuttavia, a differenza della maggior parte dei Nessuno, a Roxas mancano i ricordi della sua vita passata come Sora. Presto Roxas viene trovato da Xemnas, il leader della Organizzazione XIII, e assunto come suo tredicesimo membro. Ogni giorno viene inviato ad altri mondi, da solo o accompagnato dai suoi colleghi, per distruggere grandi quantità di Heartless, rubando i loro cuori e dandoli all'Organizzazione affinché si raggiunga l'obiettivo di evocare Kingdom Hearts e diventare esseri completi. Durante il suo tempo nell'Organizzazione, Roxas è posto sotto la protezione di Axel, il quale diventa rapidamente il suo migliore amico. Poco dopo l'arrivo di Roxas, l'Organizzazione vede l'arrivo di un quattordicesimo membro nominato Xion che, come Roxas, non ha alcun ricordo del suo passato e sa usare il Keyblade. Xion cresce vicino a Roxas e forma un trio amichevole con lui e Axel. Mentre DiZ e Naminé curano Sora, che nel frattempo sta dormendo cercando di riconquistare i ricordi che ha perso alla fine di Chain of Memories, Roxas incomincia a sperimentare il processo di per sé, diventando così sempre più curioso di sapere il motivo per cui egli possa evocare il Keyblade e iniziando a dubitare delle azioni dell'Organizzazione. A Xion nel frattempo viene dato l'incarico di eliminare un "impostore", finendo per scontrarsi con Riku, perdendo. Qualche tempo dopo, Xion scopre dalla banca dati dell'Organizzazione di essere una replica e reincontra Riku, che le spiega come alcuni ricordi di Sora siano in lei essendo lei stata creata da questi, e che Naminé sta tentando di ripristinare questi ricordi trattenuti sia da Roxas che e soprattutto da Xion, nella misura in cui essa fisicamente assomiglia a Kairi. Xion inizia a viaggiare con Riku evitando l'Organizzazione, venendo tuttavia catturata da Axel un paio di settimane dopo e riammessa nell'Organizzazione.
Quando Roxas e Xion vengono ingannati e messi l'uno contro l'altra grazie ad un'illusione, Xion fugge per trovare Naminé e riunirsi a Sora. Anche Roxas viene a conoscenza della natura di Xion da Axel e, sentendosi profondamente disgustato, decide a sua volta di lasciare l'Organizzazione, scontrandosi e sconfiggendo anche Saïx. Ad Axel viene dato in seguito l'ordine di riportare nuovamente indietro Xion con la forza e questo provoca una frattura tra loro due: Axel esce vittorioso dal loro duello riportando indietro un'incosciente Xion, che viene quindi riprogrammata da Xemnas. A Crepuscopoli, Roxas è raggiunto da Xion, determinata ora ad adempiere il suo scopo originario di assorbire Roxas e diventare Sora: dopo una battaglia agguerrita Roxas sconfigge Xion, che gli dice di non farla passare liscia a Xemnas chiedendogli di liberare i cuori del Kingdom Hearts, scomparendo e andando a ricongiungersi con il vero Sora. Il 358º giorno, Roxas, determinato a sconfiggere Xemnas, ritorna al Mondo che non esiste ma si scontra con Riku, il quale è stato mandato da DiZ affinché catturi Roxas e lo porti da lui. Costretto infine a fare uso dell'Oscurità che è nel suo cuore, Riku sconfigge Roxas e questi viene inserito in una simulazione virtuale di Crepuscopoli da DiZ, per tenerlo lontano dall'Organizzazione.
Viene quindi mostrato il "giorno 359", il primo che Roxas passa nella Crepuscopoli virtuale: Roxas si sveglia nella sua stanza dopo aver fatto "un altro sogno su di lui", dopo di che lo si vede raggiungere il Ritrovo chiedendosi se finalmente "andranno in spiaggia".

## Modalità di gioco
358/2 Days ha le caratteristiche di un action RPG come i precedenti giochi della serie. Per questo, il gioco si avvale della minima funzionalità del touch screen. Il gioco include le modalità giocatore singolo e multigiocatore. La modalità giocatore singolo è concentrata sulla storia, focalizzata dal viaggio nei mondi Disney come i precedenti giochi, e il progresso dei giorni. Nella modalità giocatore singolo, il giocatore controlla Roxas, il protagonista della storia, che viene accompagnato con i membri dell'Organizzazione XIII. Nella modalità multigiocatore, è possibile utilizzare un qualsiasi membro dell'Organizzazione XIII e ripercorrere i livelli della storia connettendosi via wireless fino a quattro giocatori.

### Pannello di gioco
358/2 Days presenta un nuovo sistema di gestione del personaggio chiamato Sistema dei pannelli, che permette di potenziare armi e statistiche, equipaggiare armature e accessori, attivare abilità e gestire magie e oggetti. La magia è prevalentemente controllata da questo sistema e certi incantesimi non potranno essere usati se non equipaggiati precedentemente. Anche le armi vengono equipaggiate con determinati Pannelli così come le abilità. Collegando vari pannelli, questi possono anche essere uniti in pannelli multipli per creare nuove e potenti abilità.

### Multiplayer
La modalità multiplayer del gioco fu mostrata ai Tokyo Game Show 2007 dimostrando che i giocatori potranno giocare insieme. Questo è il primo gioco della serie ad avere la modalità multigiocatore. Questa modalità è separata dalla modalità giocatore singolo (la "modalità storia") ed è basata su missioni che includono cooperazione e combattimento multiplo. È possibile a quattro giocatori usare uno dei quattordici personaggi dell'Organizzazione XIII, ognuno con armi e caratteristiche uniche. Non solo i membri dell'Organizzazione XIII ma sono utilizzabili anche Sora, Paperino, Pippo, Re Topolino e Riku, che sono personaggi segreti da sbloccare. La modalità multigiocatore di 358/2 Days possiede anche una sorta di chat fra i vari giocatori, ma differisce dalla PictoChat in quanto ognuno può disegnare sullo stesso schermo.

## Personaggi
Il gioco si svolge attorno a Roxas, il primo personaggio introdotto in Kingdom Hearts II. Roxas è il Nessuno di Sora, il protagonista della serie, nato quando quest'ultimo si sacrificò per risvegliare le sette Principesse del cuore. Roxas, senza ricordi del suo io originale, entra a far parte dell'Organizzazione XIII, un gruppo di potenti Nessuno già presentato in Chain of Memories e Kingdom Hearts II, giochi nei quali furono gli antagonisti principali. Come Sora, Roxas è un custode del Keyblade, un'arma usata per combattere l'Oscurità. L'altro membro dell'Organizzazione XIII che possiede un ruolo prominente nel gioco è Axel, il migliore amico di Roxas, comparso già in Chain of Memories. Il gioco introduce anche Xion, una ragazza somigliante a Kairi che può usare a sua volta il Keyblade.
Ricompaiono anche molti altri personaggi conosciuti quali Naminé, DiZ, Riku e Topolino, questi quattro con un ruolo importante nella trama del gioco. Appaiono anche Sora, Paperino e Pippo, che però possiedono un ruolo più piccolo essendo giocabili solo nella modalità multigiocatore. Appare anche Pietro Gambadilegno, un nemico che apparve in Kingdom Hearts II, e Hayner, Pence e Olette, un trio di amici che vive a Crepuscopoli, anche loro esorditi in Kingdom Hearts II. Come gli altri giochi della serie, ogni mondo Disney ha alcuni personaggi che li rappresentano nei cartoni/film; però non ci sono personaggi da Final Fantasy a parte i Moguri, che avranno dei negozi all'interno dell'Organizzazione.

## Ambientazione
Kingdom Hearts 358/2 Days inizia in concomitanza con gli eventi finali di Kingdom Hearts e quelli di Chain of Memories. Come gli altri giochi della serie, il giocatore avanza attraverso una serie di mondi basati su vari lungometraggi Disney. In questo gioco appaiono alcuni mondi visti sia in Kingdom Hearts sia da Kingdom Hearts II quali il Castello della Bestia, ,Agrabah il Monte Olimpo e L'Isola che non c'è di Peter Pan (con una serie di isole nuove in sostituzione della nave pirata di Capitan Uncino e del Big Ben del primo gioco).  Il gioco presenta anche mondi creati appositamente per la serie da Square Enix. Il mondo più importante è il Mondo che non Esiste, che è apparso per la prima volta nel finale segreto di Kingdom Hearts e funge da ambientazione principale del gioco, seguito da Crepuscopoli. Anche il Castello dell'Oblio e le Isole del destino appaiono nelle cutscene.

## Magical Puzzle Clash
Per pubblicizzare il capitolo della serie, è stato distribuito Kingdom Hearts 358/2 Days Magical Puzzle Clash: un gioco arcade rompicapo in flash. Il gioco non è canonico alla serie e comincia con un piccolo sommario degli avvenimenti di 358/2 Days.
Lo scopo è quello di completare livelli per sconfiggere gli Heartless e collezionare cuori, il giocatore potrà inoltre scegliere se giocare con Roxas, Xion o Axel (ognuno dei quali avrà un potere speciale che aiuterà l'avanzamento nei livelli). Nel gioco si potranno "visitare" cinque mondi, ognuno dei quali con cinque livelli da battere: Agrabah, il Paese delle Meraviglie, il Monte Olimpo, l'Isola che non c'è e il Castello della Bestia.

## Kingdom Hearts HD 1.5 Remix
Nel settembre 2012, Square Enix annunciò Kingdom Hearts HD 1.5 Remix, una compilation per PlayStation 3 che include sia Kingdom Hearts Final Mix che Re:Chain of Memories in alta definizione e i trofei. Inoltre, la collezione include nel menù principale del gioco la modalità "Teatro", che permette di vedere scene cinematografiche HD di Kingdom Hearts 358/2 Days. L'idea di un remake completo, come Kingdom Hearts Re:Chain of Memories, venne presa in considerazione anche per Kingdom Hearts 358/2 Days. Tuttavia, è stato successivamente scartato a favore di una rivisitazione cinematografica del gioco con grafica e sonoro migliorati, della durata di quasi 3 ore, a causa del lungo periodo di lavoro che ciò avrebbe richiesto.. Fu quindi fatta una nuova registrazione per 358/2 Days e la raccolta HD contiene "il 70% della trama principale". È stato pubblicato in Giappone il 14 marzo 2013,  in Nord America il 10 settembre 2013 in Australia il 12 settembre 2013 e il 13 settembre 2013 in Europa. Una versione per PlayStation 4 della compilation Kingdom Hearts HD 1.5 Remix è stata pubblicata il 9 marzo 2017 in Giappone, il 28 marzo 2017 in Nord America e il 31 marzo 2017 in Europa. Un pezzo di contenuto scaricabile per la versione PlayStation 4 aggiunge una scena aggiuntiva al filmato, raffigurante la battaglia tra Roxas e Xion.

## Sviluppo
358/2 Days è stato sviluppato da h.a.n.d. e supervisionato da Square Enix. Il gioco è stato diretto da Tetsuya Nomura e co-diretto da Tomohiro Hasegawa. Nel 2007, Nomura disse che avrebbe voluto fare uno spin-off di Kingdom Hearts su una piattaforma mobile e che il gioco fosse leggermente diverso dagli altri titoli della serie. 358/2 Days è stato annunciato il 20 settembre 2007 durante il Tokyo Game Show insieme a Birth by Sleep e Coded, dove è stato mostrato con un trailer a porte chiuse in un teatro. Al Jump Festa del dicembre 2007 e al party privato DKΣ3713 nell'agosto 2008, nuovi trailer furono mostrati e fu resa disponibile una demo giocabile. Furono presentate sia demo per giocatore singolo che multigiocatore. Xion venne mostrata anche nel nuovo trailer e nella demo multigiocatore.
Il Nintendo DS fu scelto come sistema prima dell'inizio della progettazione del gioco. Roxas venne scelto come protagonista del gioco poiché lo staff pensava che avere un personaggio principale oltre a Sora avrebbe aiutato a presentare ai giocatori il primo titolo per DS della serie, e che il suo ruolo come membro dell'Organizzazione XIII sarebbe stato un tema adatto per la trama. Questa idea venne promossa durante lo sviluppo di Kingdom Hearts II, dove lo staff voleva concentrarsi su ciò che aveva influenzato Roxas a lasciare l'Organizzazione, il che ha portato alla creazione del personaggio di Xion, collegato alle origini di Roxas. Il team di sviluppo voleva avere un gameplay simile ai precedenti Kingdom Hearts ma il numero di pulsanti sul DS risultò un problema, ed anche altre funzioni del DS come lo stilo non furono implementate. Roxas ha visioni dei ricordi di Sora durante il gioco, elemento incorporato nei vari elementi di gameplay che ha ogni mondo. Il logo del gioco utilizza colori caldi in riferimento al tramonto di Crepuscopoli. Il significato dietro il titolo, "358/2 Days" è stato lasciato inspiegato da Nomura durante la promozione del gioco. Al termine, il giocatore capisce che fa riferimento alla storia di Xion e Roxas e ai loro 358 giorni come membri dell'Organizzazione XIII.
Durante lo sviluppo, Wayne Allwine, la voce di Topolino, morì per complicazioni dovute al diabete all'età di 62 anni.
Sebbene Birth by Sleep sia stato il primo dei tre nuovi giochi ad iniziare lo sviluppo, 358/2 Days è stato pubblicato prima di esso. L'uscita del gioco era prevista per la fine del 2008, ma Square Enix posticipò la data a febbraio 2009. Il gioco fu rimandato per l'uscita in Giappone al 30 maggio 2009 e quella in Nord America venne annunciata il 2 dicembre 2008. Il trailer ufficiale in inglese del titolo è stato mostrato alla conferenza stampa di Nintendo all'E3 2009, confermando la data di uscita del 29 settembre 2009 per il Nord America e del 9 ottobre 2009 per l'Europa.
358/2 Days originariamente avrebbe dovuto presentare un mondo basato su Pinocchio, come evidenziato da sprite inutilizzati dei personaggi del Gatto, la Volpe, Geppetto e Pinocchio come un bambino vero, ma ciò venne tagliato a causa di restrizioni di spazio.

## Accoglienza
| Testata                          | Giudizio |
| -------------------------------- | -------- |
| Metacritic (media al 29-09-2020) | 75/100   |
| Famitsū                          | 36/40    |
| G4                               | 3/5      |
| Game Informer                    | 8/10     |
| GameSpot                         | 8/10     |
| GameTrailers                     | 7.9/10   |
| IGN                              | 8/10     |
| Official Nintendo Magazine       | 69%      |
| RPGamer                          | 2,5/5    |

Il gioco ha ricevuto un punteggio "generalmente favorevole" di 75 su 100 su Metacritic. Prima dell'uscita del gioco, Chris Hoffman e Steve Thomason di Nintendo Power descrissero il gioco come molto atteso e lo consideravano uno dei titoli migliori visualizzati al Tokyo Game Show 2008. Il gioco è stato accolto con una serie di recensioni, da mediocri a positive, in cui la maggior parte dell'attenzione era sulla grafica e sulla trama del gioco.
La grafica del gioco è stata ampiamente elogiata da molti recensori, con Hoffman e Thomason che sono arrivati a definirli tra i migliori sul sistema e si sono complimentati con la sensazione familiare del gameplay e della sua transizione tra le console PlayStation e il quella portatile Nintendo. Game Informer ha dato al gioco un 8 su 10, elogiando la grafica per gli eccellenti valori di produzione e la transizione dei controlli della telecamera ai pulsanti laterali del DS. La rivista giapponese Famitsū ha dato il gioco 9/9/9/9 (36/40) e ha elogiato la qualità grafica del gioco dicendo che fosse a un livello che non era stato visto prima su un DS, complimentandosi ulteriormente con le meccaniche di gioco e le missioni. Sono stati anche particolarmente colpiti dal nuovo sistema di pannelli che consente al giocatore di personalizzare le proprie tecniche di combattimento e la possibilità di personalizzare i personaggi dell'Organizzazione. A differenza di molti altri recensori, hanno elogiato la storia definendola "fortemente accattivante". I due recensori del talk show videoludico australiano Good Game hanno assegnato al gioco un 7/10 e un 7.5/10, grati che il gioco non abbia forzato l'uso dello stilo, soprattutto per via delle battaglie.
Il recensore di RPGFan ha dato al gioco un 81 su 100, lodando la qualità visiva e uditiva, tuttavia ha espresso delusione per il riciclaggio della maggior parte della musica di Kingdom Hearts e Kingdom Hearts II. Kevin VanOrd di GameSpot è stato favorevole alla modalità per giocatore singolo, commentando in particolare che i membri dell'Organizzazione XIII controllati dall'intelligenza artificiale erano efficaci e competenti. Ha anche elogiato il gameplay della modalità multigiocatore, definendolo "divertente" e citando la facilità nell'usare incantesimi e oggetti magici.
I controlli e la storia generale sono stati particolarmente criticati dai recensori, con VanOrd che ha affermato che il personaggio sullo schermo tende spesso a finire in uno degli angoli del campo di gioco. RPGamer è stato molto critico su questi fatti, dato che ha consegnato al gioco un punteggio di 2,5/5 e il recensore Alex Reimer ha concluso, "... molti fan della serie potrebbero essere delusi dai controlli poco brillanti e dalle strane direzioni della storia prese con questa svolta portatile". Official Nintendo Magazine ha dato al gioco un punteggio mediocre del 69% elogiando la grafica e il gameplay, ma sono stati critici per il costante backtracking e la trama confusionaria. I recensori di Good Game affermarono che mentre la trama era confusa e non aveva molto senso per i giocatori nuovi della serie, attirava comunque il giocatore e colmava le lacune della trama per i giocatori che la continuavano. Ritennero inoltre che la ripetizione di mondi e missioni e la mancanza generale di varietà, combinate con una lunga narrazione, danneggiassero davvero l'esperienza di gioco.
Kingdom Hearts 358/2 Days è stato il gioco più venduto a maggio 2009 in Giappone con 291 000 copie, anche se è stato pubblicato durante l'ultima settimana del mese. La settimana successiva è stato di nuovo il gioco più venduto nella regione con 106 000 copie. Ad agosto 2009, il gioco ha venduto 490 000 copie nella regione ed era anche uno dei giochi più prenotati per DS.  Entro la fine del 2009, il gioco ha venduto un totale di 571 981 copie nel solo Giappone, diventando così il dodicesimo gioco più venduto in Giappone nel 2009.  I dati sulle vendite di NPD Group mostrano che il gioco ha venduto oltre 3000 copie in Nord America a partire da ottobre 2009. Nel novembre 2009, Square Enix ha annunciato che il gioco aveva venduto 1,22 milioni di unità in tutto il mondo. Il gioco è stato nominato per 7 premi nei Nintendo Power Awards 2009: Gioco dell'Anno per Nintendo DS, Miglior sonoro/doppiaggio, Miglior gioco d'avventura, Miglior grafica per Nintendo DS, Miglior nuovo personaggio (Xion), Miglior storia/sceneggiatura e Miglior gioco dell'anno. Il 16 febbraio 2010, è stato annunciato che 358/2 Days aveva vinto tutti e sette i premi per i quali è stato nominato nel voto dei lettori.

## Altri media
Una speciale edizione a tema Kingdom Hearts 358/2 Days del Nintendo DSi è stata distribuita insieme al gioco al suo lancio in Giappone. Una guida del gioco Ultimania è stata pubblicata da Square il 25 giugno 2009. Kingdom Hearts 358/2 Days è stato ripubblicato come parte del pacchetto "Kingdom Hearts 10th Anniversary Box" realizzato in commemorazione del decimo anniversario del franchise il 29 marzo, 2012 insieme a Kingdom Hearts Re:coded e al debutto di Kingdom Hearts 3D: Dream Drop Distance. I temi musicali introdotti in Kingdom Hearts 358/2 Days sono stati inclusi in un CD che raccoglieva brani da Kingdom Hearts Birth by Sleep, Kingdom Hearts Re:coded e 358/2 Days pubblicato il 2 febbraio 2012

### Manga
Kingdom Hearts 358/2 Days (キングダム ハーツ 358/2 Days?, Kingudamu Hātsu Surī Faibu Eito Deizu ōbā Tsū) è un manga creato da Shiro Amano e pubblicato in Giappone dal 2010 al 2012. La serie consta di cinque tankōbon pubblicati dal 22 giugno 2010 al 22 settembre 2012. Ad agosto 2020, mediante la sua Anteprima nº348, Panini Comics annunciò che il fumetto sarebbe stato pubblicato in Italia il 29 ottobre seguente, sotto la collana Planet Manga.